# Lokomotiva IVs StEG
Třísprežní parní lokomotivy řady IVs vyráběla pro Společnost státní dráhy (StEG) její lokomotivka v letech 1866 až 1873 pro dopravu nákladních vlaků v počtu 102 kusů. Po postátnění tratí Společnosti byly stroje, které připadly Maďarským královským drahám, označeny řadou Ⅲm, později 358 MÁV. Stroje převzaté c.k. Rakouskými státními drahami byly zahrnuty do řady 32. Po roce 1918 připadlo 40 strojů ČSD, které jim přidělily řadové označení 311.1. Z provozu byly lokomotivy vyřazeny do roku 1939.

## Vznik a výroba
Konstrukční koncept lokomotivy s podpůrným tendrem pro těžký provoz generálního ředitele StEG Engertha, vzešlý ze soutěže na stroj pro Semmeringskou horskou dráhu roku 1951 se přežil již na konci 50.let 19.století. Nevýhodná byla složitost a nerovnoměrné rozdělení adhezní hmotnosti na nápravy neumožňující využití plného výkonu stroje. Jednodušší a pro další vývoj výhodnější koncepci výkonné vícespřežní lokomotivy s pevným, neděleným rámem prosazoval u StEG ředitel strojní služby John Haswell. V souvislosti s dostavbou tzv. doplňovací sítě tratí (alias síť B StEG) a potřebou nových lokomotiv pro nákladní dopravu tak Společnost u něj v polovině 60.let takové lokomotivy objednala, a to jednak ve výkonnějším provedení čtyřspřežním (kategorie V), tak i v hospodárnějším tříspřežním, kategorie IVs. Ty pod Haswellovým vedením navrhla a postupně mezi roky 1866 a 1873 dodala vlastní vídeňská lokomotivka společnosti v počtu 102 kusů.

## Technické provedení

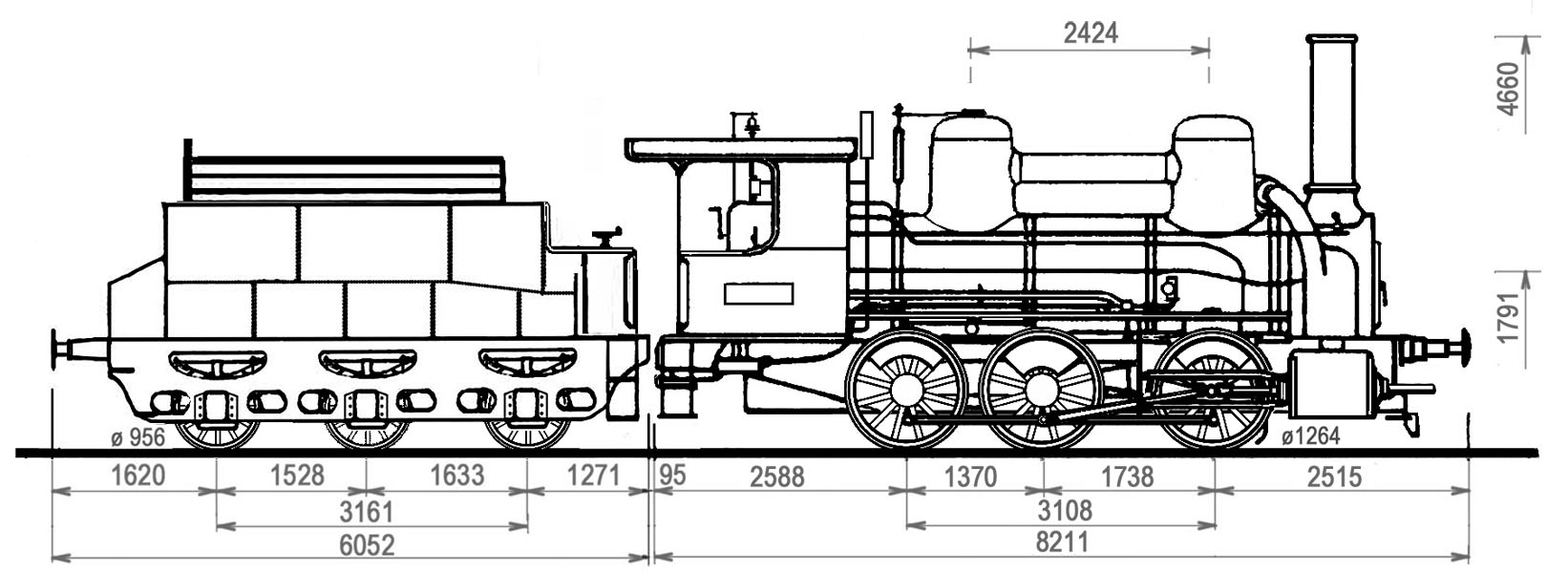
Lokomotiva IVs, stav po rekonstrukci kotle od 1892, typový náčrtek

Provedení a vybavení lokomotiv nebylo z výroby zcela jednotné, s časem a s technickým pokrokem se vyvíjelo a zdokonalovalo.
Rám tříspřežní lokomotivy byl vnitřní, s postranicemi z dvojitých plechů s výztužemi, výplněmi a odlehčovacími výřezy Nápravy v něm byly uloženy pevně, bez možnosti příčného posunu; ve svislém směru byly odpruženy listovými pružnicemi. Pevný rozvor tak byl 3 108 mm. Válce dvojčitého parního stroje na mokrou páru, od druhé dodávky s předním vedením pístů, byly vně rámu, plochá šoupátka i je ovládající výstředníkový Stephensonův kulisový rozvod byly uvnitř rámu. Na druhou, hnací nápravu se výkon přenášel ojnicemi přes dvoupravítkové křižáky. Přívodní trubky páry od regulátoru k válcům byly vnější, zakryté plechovými kryty. Kotel snýtovaný ze tří ocelových prstenců pracoval s tlakem 9 atmosfér. Topeniště ve skříňovém kotli klasické stavby a trubkovnice byly měděné; od roku 1872 se kotelní skříň stavěla s Beckerovým vyztužením. Vodu dodávalo do kotle u série z roku 1866 ještě pístové čerpadlo vpravo, později již nessací injektor, a Giffardův sací injektor vlevo v budce. K plnění vodou za studena sloužila nálevka na třetím prstenci. Kotel měl původně jeden vysoký parní dóm; vzhledem k problémům se strháváním vody do válců byl později parní prostor zvětšován dosazením druhého dómu a jejich propojení komunikační rourou. První pérový pojistný ventil byl na dómu, druhý pod kuželovým krytem na kotli před budkou. Dyšna byla postavená vysoko, stavitelná, Haswellovy konstrukce, s pomocnou dmychavkou. Původní rovný plechový komín byl pro snížení úletu jisker později nahrazován baňatým, a u ČSD opět rovným. 
Mazání zprvu zajišťovaly mazničky na rostlinný olej. Brzda byla původně jen ruční na tendru, od druhé dodávky standardně také parní protitlaková Le Chatelier. Písečníky umístěné na ochozech pískovaly před první dvojkolí, čili jednostranně jen pro jízdu vpřed. Stanoviště čety prvních lokomotiv mělo původně jen čelní ochranný štít s krátkou stříškou; s plnohodnotnou budkou byly stroje dodávány od roku 1870 (od výr. č. 977) a její provedení se s dalšími dodávkami dále vylepšovalo.

## Úpravy a přestavby
Lokomotivy starších provedení se při hlavních opravách modernizovaly po vzoru provedení posledních vyrobených, zejména se doplňovala a upravovala armatura, parní brzda, dosazoval se druhý nesací injektor a řádná budka obsluhy. Mosazné žárnice byly po roce 1880 nahrazovány ocelovými. Od roku 1880 bylo zaváděno mazání Kernaulovými maznicemi na minerál olej.
Na dvou lokomotivách se od roku 1878 s úspěchem vyzkoušelo nové topeniště podle návrhu ing. Polonceaua, úprava tak byla provedena i u dalších strojů. 
Dvě lokomotivy byly před rokem 1892 na zkoušku dočasně přestavěny na sdružené, s průměry válců 421 a 600 mm. Při tom u nich byl kotlový tlak zvýšen na 10 bar a vzrostla jejich hmotnost.
Lokomotivy jižní, uherské linie za provozu nebyly nijak zásadněji upravovány. Sériové rekonstrukce kotlů lokomotiv ze severní linie se starším provedením výztuže podle Haswella byly zahájeny od roku 1899 a kromě výměny topeniště z oceli nebo mědi zahrnovaly i dosazení dvojice parojemů propojených komunikační troubou a přemístění pojistných ventilů na zadní z nich.
Už u rakouských státních drah byl okolo roku 1911 na stroje dosazován jednoduchý baňatý komín. U ČSD byla ocelová topeniště vyměněna za měděná a část lokomotiv byla dovybavena jednoduchou sací brzdou.

## Provoz

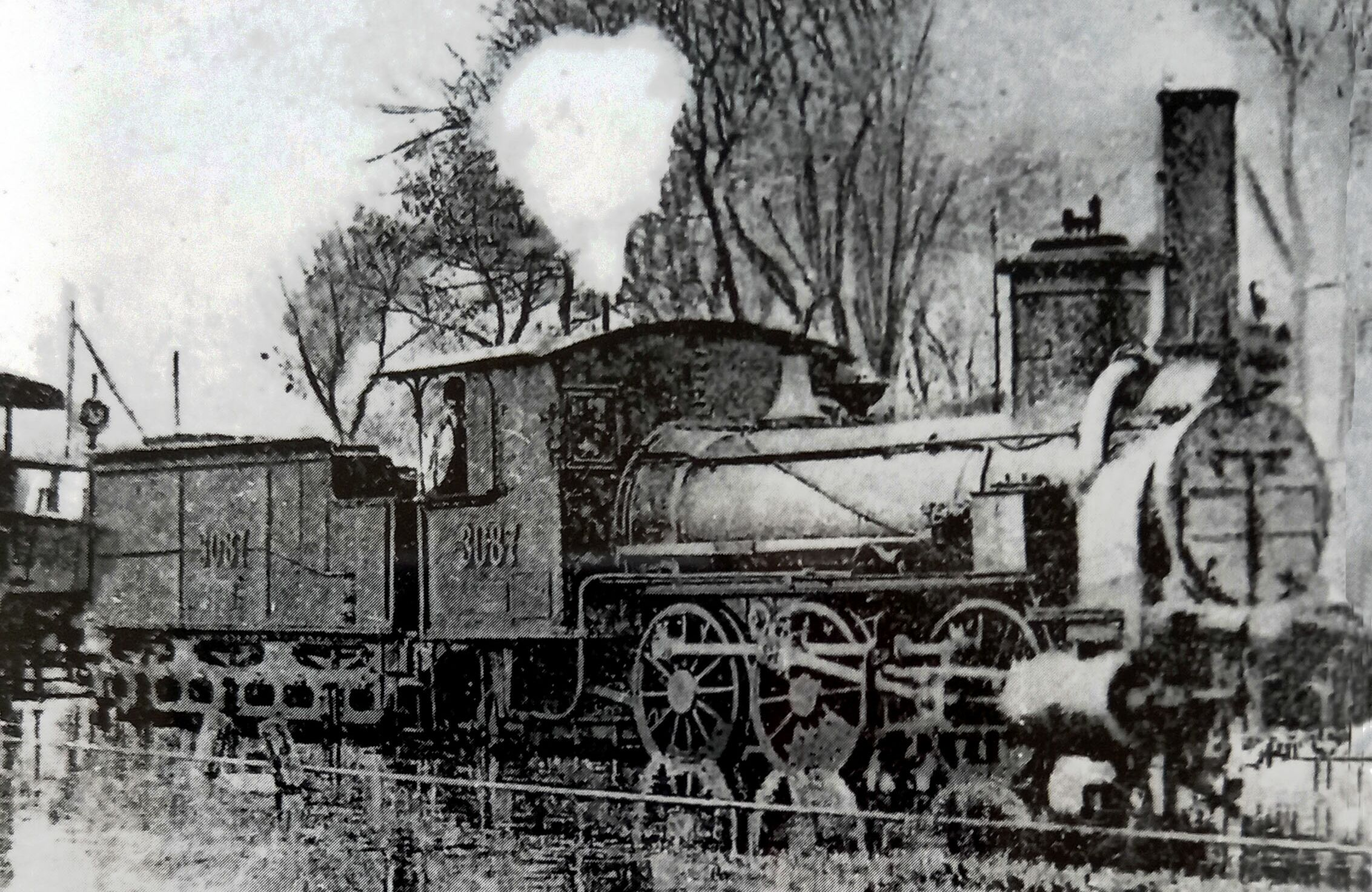
Lokomotiva MÁV 3087 (ex StEG 594 'BLANSKO'⁽ᴵᴵ⁾, z poslední série, výr.č. 1301/73, později 358.027 MÁV), cca. 1915

Lokomotivy utáhly vlak 400 t těžký do stoupání 1:150 (6,7 ‰) rychlostí 15 km/h. Při podobných parametrech kotle a pojezdu tak vykazovaly zhruba o polovinu větší tažnou sílu, než engerthky pozdější kategorie IVh, a to při menším průměru válců, tedy i nižší spotřebě páry.
Dvacet pět lokomotiv z dodávek 1866–1870 bylo určeno pro severní linii StEG. Z výtopny Bubny byly vypravovány na vlaky do Podmokel a České Třebové. Další lokomotivy od roku 1871 dostávaly výtopny v České Třebové, Nových Zámcích, Budapešti a Vídni, později byly i přesouvány i do Brna, Meziměstí, Veselí n.M. a Podmokel.
Se zestátněním uherské části tratí StEG (ÁVT) přešlo roku 1891 k MÁV 28 strojů IVs. Tratě Společnosti v předlitavské části monarchie byly postátněny v roce 1909, spolu se zbývajícími 61 lokomotivami (tehdy už řady 33 StEG), když třináct jich už předtím bylo zrušeno u StEG.
Po rozpadu Rakousko-Uherska v roce 1918 byly uherské lokomotivy přerozděleny mezi CFR (2 kusy), FS (1 stroj) a SHS (9 strojů). V samotném Maďarsku jich zůstalo 16, zrušeny tu byly do roku 1928. Rakousku nakonec zůstalo jen 6 lokomotiv, převážně ve výtopně Wien Ost. BBÖ je vyřadily do roku 1925. 
Československým státním drahám připadlo 45 strojů; z nich 40 bylo po roce 1924 přeznačeno na řadu 311.1 a jejich tendry na 309.4. Byly již v té době zastaralé a neperspektivní, využívány tak byly na posunu a manipulačních výkonech. Poslední lokomotivy z řady byly vyřazeny do roku 1939.